# 楊處綱
楊處綱（?—?），中国隋朝皇族，義城公，文帝楊堅的族父。隋文帝高祖父楊惠嘏的曾孙，楊謇之孫，楊鍾葵之子。

## 生平
楊處綱在北边成長，从小练习騎射。北周时因軍功受位上儀同。隋朝建立，父亲楊鍾葵追贈柱国、尚書令、義城县公，楊處綱嗣位。受位開府儀同三司，督武候事。不久担任太子宗衛率，转任左監門郎将。数年後，授职右領軍将軍。不久出任蒲州刺史，進位大将軍。後转任秦州总管，在官任上去世。諡恭。

## 家庭

### 弟弟
弟弟楊處乐担任洛州刺史，呼应漢王楊諒之乱，剥奪官爵被禁錮。

### 子孫
- 杨元景
- 杨元珙
  - 楊君操，唐朝陳州刺史
- 杨元约
  - 楊諲，唐度支員外郎
    - 楊孚，唐刑部郎中
      - 楊黃裳
        - 楊申，唐侍御史

## 延伸阅读
[在维基数据编辑]
 《北史·卷071》，出自李延壽《北史》
 《隋書/卷43》，出自魏徵《隋书》